# Gʻafur Gʻulom
Gʻafur Gʻulom, w polskojęzycznych opracowaniach także jako Gafur Gulam, uzb. cyr. Ғафур Ғулом; ros. Гафур Гулям, Gafur Gulam (ur. 27 kwietnia?/10 maja 1903 w Taszkencie, zm. 10 lipca 1966 tamże) – uzbecki pisarz, poeta, publicysta i tłumacz, laureat Nagrody Stalinowskiej II stopnia (1946) i Nagrody Leninowskiej (1970, przyznana pośmiertnie). Członek KPZR od 1946 r. Zasłużony dla rozwoju współczesnej poezji uzbeckiej.

## Życiorys
Urodził się w rodzinie chłopskiej w Taszkencie. Po śmierci rodziców trafił do domu dziecka. Po ukończeniu instytutu pedagogicznego w Taszkencie rozpoczął pracę jako nauczyciel, zajmując się jednocześnie organizacją internatów i schronisk dla dzieci.
Zadebiutował w 1923 r. publikując na łamach czasopism poezje inspirowane pracą w domu dziecka. Wkrótce potem rozpoczął również pracę dziennikarza, umożliwiającą mu podróże po kraju. Efektem podróży były artykuły publikowane na łamach czasopism, jak również utwory literackie (opowiadania i wiersze). Pod wpływem poezji rosyjskiej (m.in. Majakowskiego) wprowadził do literatury uzbeckiej nowe formy poetyckie, odchodząc tym samym od tradycyjnych schematów, motywów i gatunków.
W 1943 r. został członkiem Uzbeckiej Akademii Nauk. Jest autorem opracowań naukowych, poświęconych dziejom literatury uzbeckiej oraz wybitnym postaciom uzbeckiego piśmiennictwa.
Tłumaczył na język uzbecki utwory m.in. Aleksandra Gribojedowa, Michaiła Lermontowa, Władimira Majakowskiego, Nâzıma Hikmeta, Szoty Rustawelego, Nizamiego, Dantego Alighieri, Pierre’a Beaumarchais i Williama Szekspira.
W przekładzie na język polski ukazały się pojedyncze utwory Gʻuloma, m.in. trzy wiersze zamieszczone w Poezji uzbeckiej, w opracowaniu T. Chróścielewskiego, Łódź 1989 (Na szlakach Turksibu, Czas i Przyjdźcie do nas w gości, przyjaciele...) oraz jeden wiersz opublikowany w dwutomowej antologii poezji radzieckiej Wiersze stu narodów, Warszawa 1979.